# Deutor
Un deutor és aquella persona física o jurídica que per mitjà d'un contracte prèviament establert entre ambdues parts (part contractant i part contractada), la part contractada no efectua els pagaments establerts a la part contractant. Per aquesta raó, el deutor és el «subjecte passiu» de la relació, perquè sobre ell recauen els passius de l'obligació.
Donada la situació, en què el deutor no efectuï els pagaments al seu creditor, aquesta pot exercir accions legals contra el deutor per intentar recuperar el deute corresponent. Cal fer constar, encara que sigui obvi, que si no hi ha cap document que sigui capaç de demostrar l'esmentat deute, legalment el deute no existirà i no es podrà efectuar cap tipus d'acció legal contra el morós.
En la versió llatina del Parenostre, les paraules Et dimitte nobis debita nostra...Sicut et nos dimittimus debitoribus nostris, les paraules deutor i deute de vegades es tradueixen com pecador i pecat. Aquesta particular concepció del pecat, com una forma de deute que hereta la humanitat, té a veure amb la teoria soteriològica de l'expiació substitutiva, que diu que Jesús va morir a la creu com a instrument de propiciació, en substitució dels pecadors.